# Улица Петухова
Улица Петухо́ва — одна из главных магистралей левобережья города Новосибирска. Расположена на юге Кировского района. Ведёт с запада в Ленинский район, а с востока к Советскому шоссе. Улица является самой длинной, около 8 км, в левобережной части города.

## Название
Улица названа именем Александра Иосифовича Петухова (1886—1918), революционера-социал-демократа, агитировавшего за Советскую власть, захваченного и расстрелянного 4 июня 1918 года отрядом мятежников.

## Расположение
Улица Петухова начинается от Хилокской улицы и доходит вплоть до площади Кирова, пересекая улицу Сибиряков-Гвардейцев. После чего идёт вплоть до микрорайона Матрёшкин Двор.

## Застройка
На улице расположены и заводские корпуса (в том числе брошенные), и садовые общества, и жилые дома (как старые, так и новые), и частный сектор.

## Достопримечательности
На улице установлен 20-метровый металлический щит с фразой «Да здравствует то, благодаря чему мы — несмотря ни на что!» — в том виде, в каком в СССР на улицах размещали призывные лозунги.

## Библиотеки
- Библиотека семейного чтения имени Ю. М. Магалифа
- Библиотека имени К. Г. Паустовского
- Центральная районная библиотека имени А. С. Макаренко

## Транспорт
На улице практически на всём её протяжении обустроены трамвайные пути с разворотными кольцами по обеим концам линий и их кольцевой развязкой с северным направлением улицы Сибиряков-Гвардейцев на площади Кирова. Восточная их ветка обособлена от проезжей части. Западная от площади Кирова часть имеет троллейбусную контактную сеть. Контактная сеть в восточной части, исторически первая проложенная до Затулинского жилмассива, долгое время использовалась как служебная, затем была изолирована и обесточена. В настоящее время восточная ветка троллейбусной контактной сети демонтирована.
Общественный транспорт представлен следующими маршрутами:
- Автобусы № 9, 29, 45, 57, 115в, 124, 212, 227, 233, 264.
- Троллейбус № 26.
- Трамваи № 3, 18.
- Маршрутные такси № 29, 29а.

В ближайшее время по улице пройдёт одна из линий скоростного трамвая, а в дальнейшем — возможно размещение станций перспективной Кировской линии Новосибирского метрополитена.